# Johannes Hock
Johannes Hock (né le 24 mars 1992) est un athlète allemand spécialiste des épreuves combinées.

## Carrière
Le 4 mai 2013 à Waco, il totalise 8 293 points.

## Records
| Épreuve           | Performance   | Lieu    | Date         |
| ----------------- | ------------- | ------- | ------------ |
| 100 mètres        | 10 s 78       | Waco    | 3 mai 2013   |
| Saut en longueur  | 7,45 m        | Eugene  | 5 mai 2013   |
| Lancer du poids   | 15,40 m       | Waco    | 3 mai 2013   |
| Saut en hauteur   | 1,96 m        | Eugene  | 5 juin 2013  |
| 400 mètres        | 49 s 48       | Eugene  | 11 juin 2014 |
| 110 mètres haies  | 14 s 58       | Eugene  | 6 juin 2013  |
| Lancer du disque  | 55,20 m       | Lubbock | 18 mai 2014  |
| Saut à la perche  | 4,80 m        | Eugene  | 6 juin 2013  |
| Lancer du javelot | 63,63 m       | Waco    | 4 mai 2013   |
| 1 500 mètres      | 4 min 37 s 90 | Eugene  | 6 juin 2013  |
| Décathlon         | 8 293 pts     | Waco    | 4 mai 2013   |